# خوزه روبرتو رودریگز موتا
خوزه روبرتو رودریگز موتا (به پرتغالی: José Roberto Rodrigues Mota Junior) مهاجم اهل برزیل است که در شهر سائوپائولو و در تاریخ ۱۰ مهٔ ۱۹۷۹ به دنیا آمده‌است.
خوزه روبرتو رودریگز موتا در تیم‌های فوتبال ریو آره سابقهٔ حضور دارد.